# Hell (Norwegen)

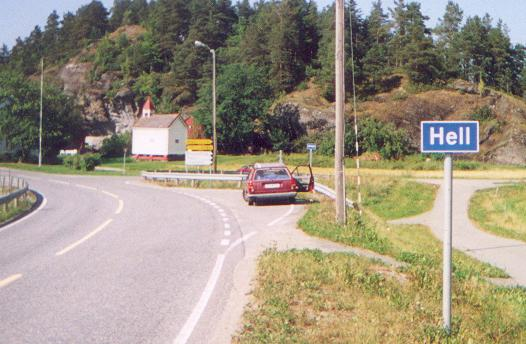
Ortsschild von Hell, Norwegen

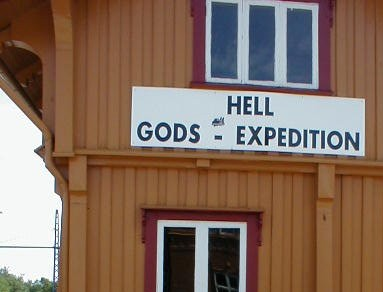
Bahnhof Hell

Hell ist eine Ortschaft in Norwegen. Der Ort befindet sich in der Kommune Stjørdal, ca. 40 km östlich von Trondheim. 2011 lebten in Hell 1524 Einwohner auf 1,55 km². Der Ortsname Hell  (Altnorwegisch: hellir) bedeutet Felsüberhang/Abri.
Hell ist eine kleine Touristenattraktion, weil „Hell“ im Englischen „Hölle“ bedeutet. Hell kokettiert mit diesem Umstand und es gibt düster gefärbte Ansichtskarten und andere Souvenirs. Da man an dem kleinen Bahnhof der Bahnstrecke Trondheim–Storlien auch Reisegepäck aufgeben kann, ist auch die Gepäckaufgabe „in der Hölle“ ein beliebtes Fotomotiv. Hier gibt es eine Übereinstimmung des norwegischen Wortes „Gods“ für Güter bzw. Gepäck mit dem englischen Wort für „Götter“. Im übertragenen Sinne kann man also aus der Hölle zu Gott reisen.

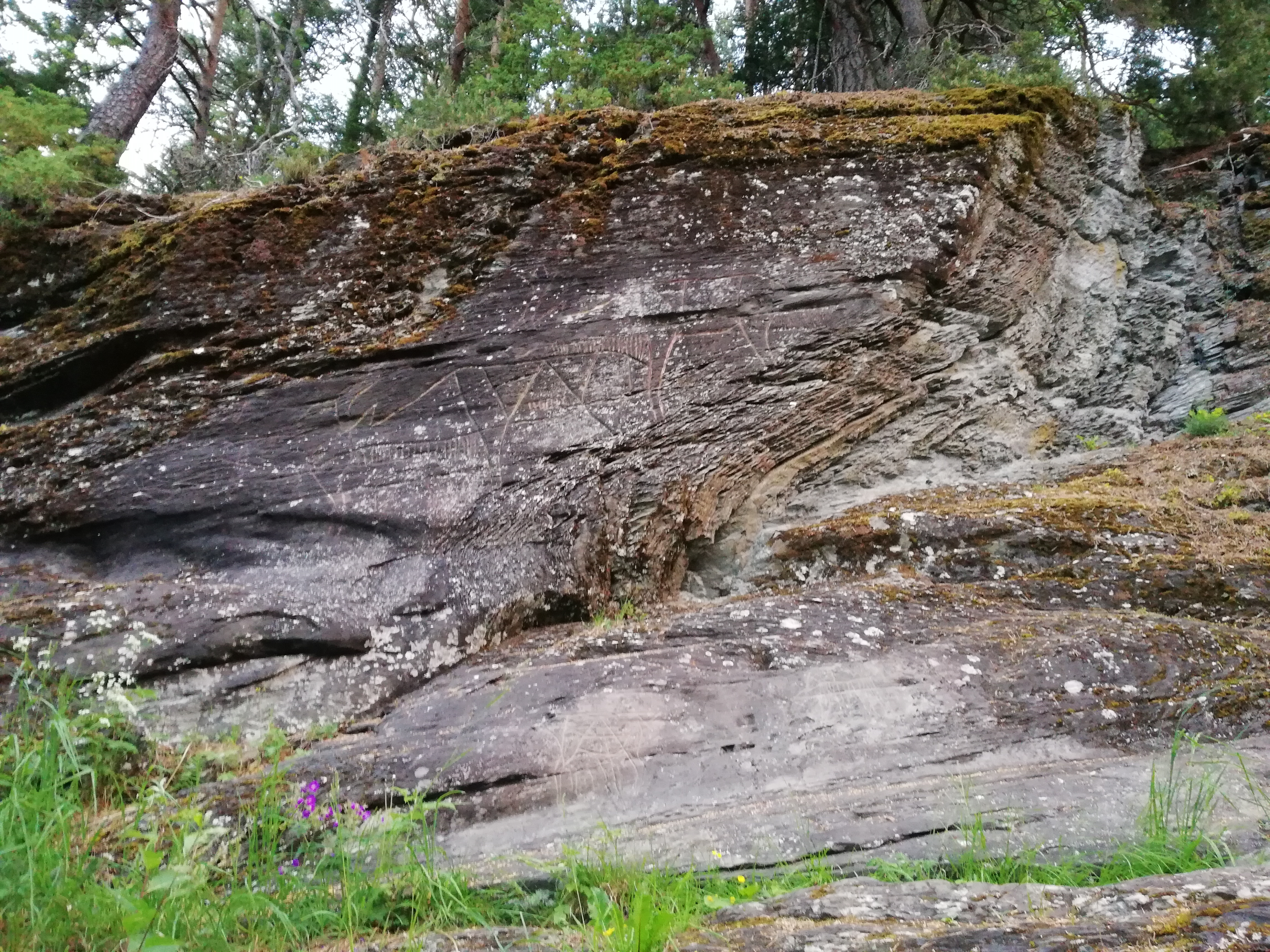
Felsritzungen am Steinmohaugen

## Persönlichkeiten

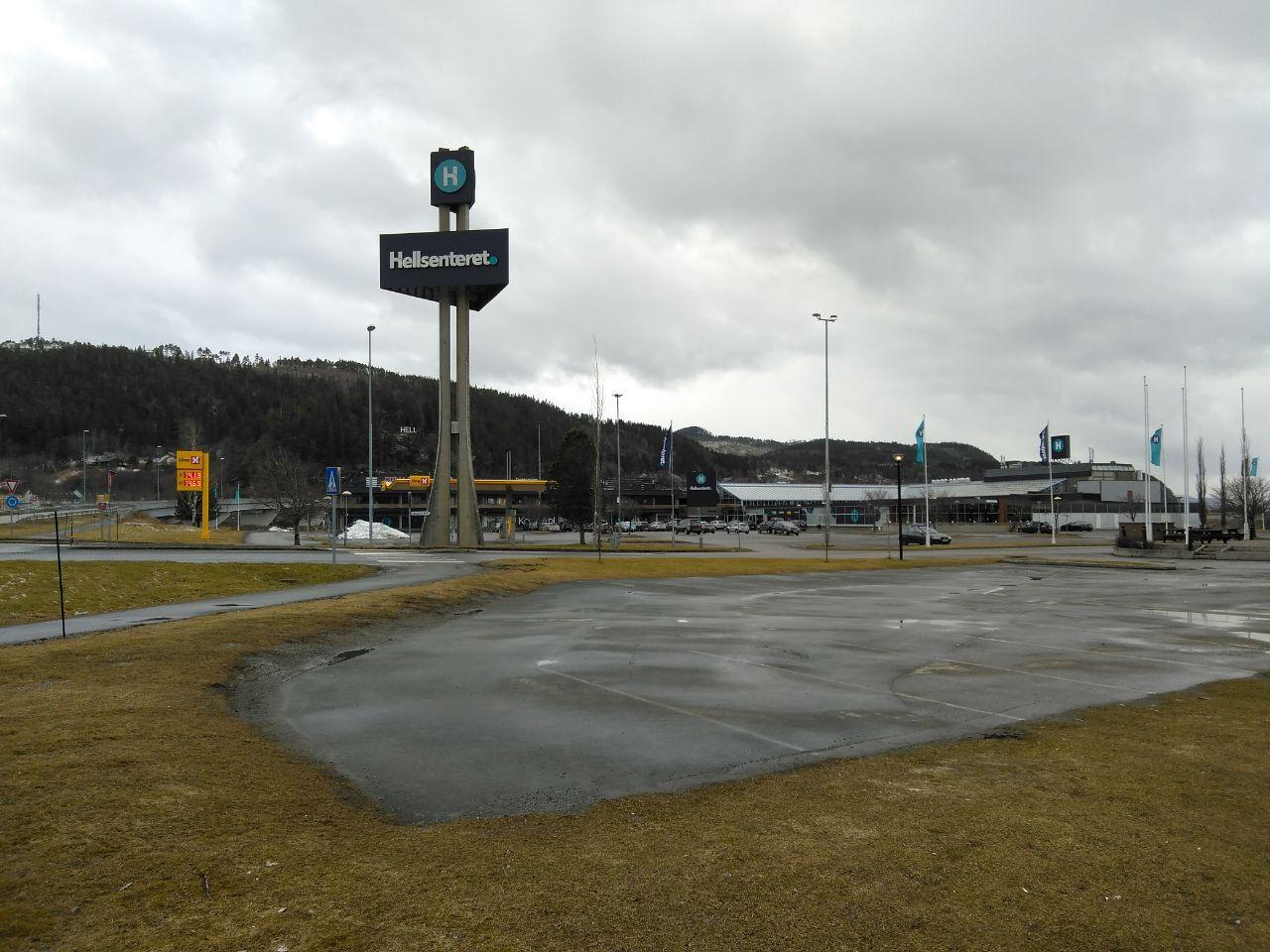
Einkaufszentrum in Hell

- Einkaufszentrum in HellMona Grudt, Miss Norway 1990 und Miss Universe 1990. Sie bezeichnete sich selbst als „the beauty queen from Hell“.